# CRS Brands
A CRS Brands ou mais comumente conhecida  com Cereser é uma indústria de bebida do Brasil, possuindo unidades em Jundiaí e em Cabo de Santo Agostinho.

## História
Fundada em 1926 por João Cereser, filho do imigrante italiano Santo Cereser, e devido a uma venda recusada de sua produção de uvas niagara a seu maior comprador uma vinícola, viu uma oportunidade de iniciar a própria fabricação de vinhos vendendo localmente inicialmente com o nome de Fábrica de Vinhos Santa Isabel. Nos anos seguintes, a família foi aprimorando a forma de produzir a bebida e, em 1936, a empresa já fornecia vinhos de boa qualidade para clientes de todo o Estado e para algumas outras regiões do Brasil.
Em 2014, com o objetivo estratégico de dissociar a atuação da marca Cereser como produto líder na categoria Sidra criada em 1967 que detém 40% do mercado nacional de sidras do seu extenso portfólio de produtos, passou a atuar como CRS Brands.
É a maior fabricante nacional de vinhos, filtrados e destilados populares, tendo, entre suas marcas, a Sidra Cereser, Cereser, Vinho Dom Bosco, Old Cesar 88, Chuva de Prata, Cortezano, Kadov, Massimiliano e Sucos Jussy. A unidade fabril de Jundiaí tem hoje, a maior linha de envase de espumantes do mundo, com capacidade para produzir até 65 mil litros/hora. A empresa mantém ainda uma planta em Cabo de Santo Agostinho, PE. Juntas, as duas unidades somam capacidade para armazenar até 20 milhões de litros de bebida. Cerca de 15% da produção é exportada para mais de 40 países América do Sul, África e Oriente Médio (bebidas não alcoólicas).